# Grigoriopol

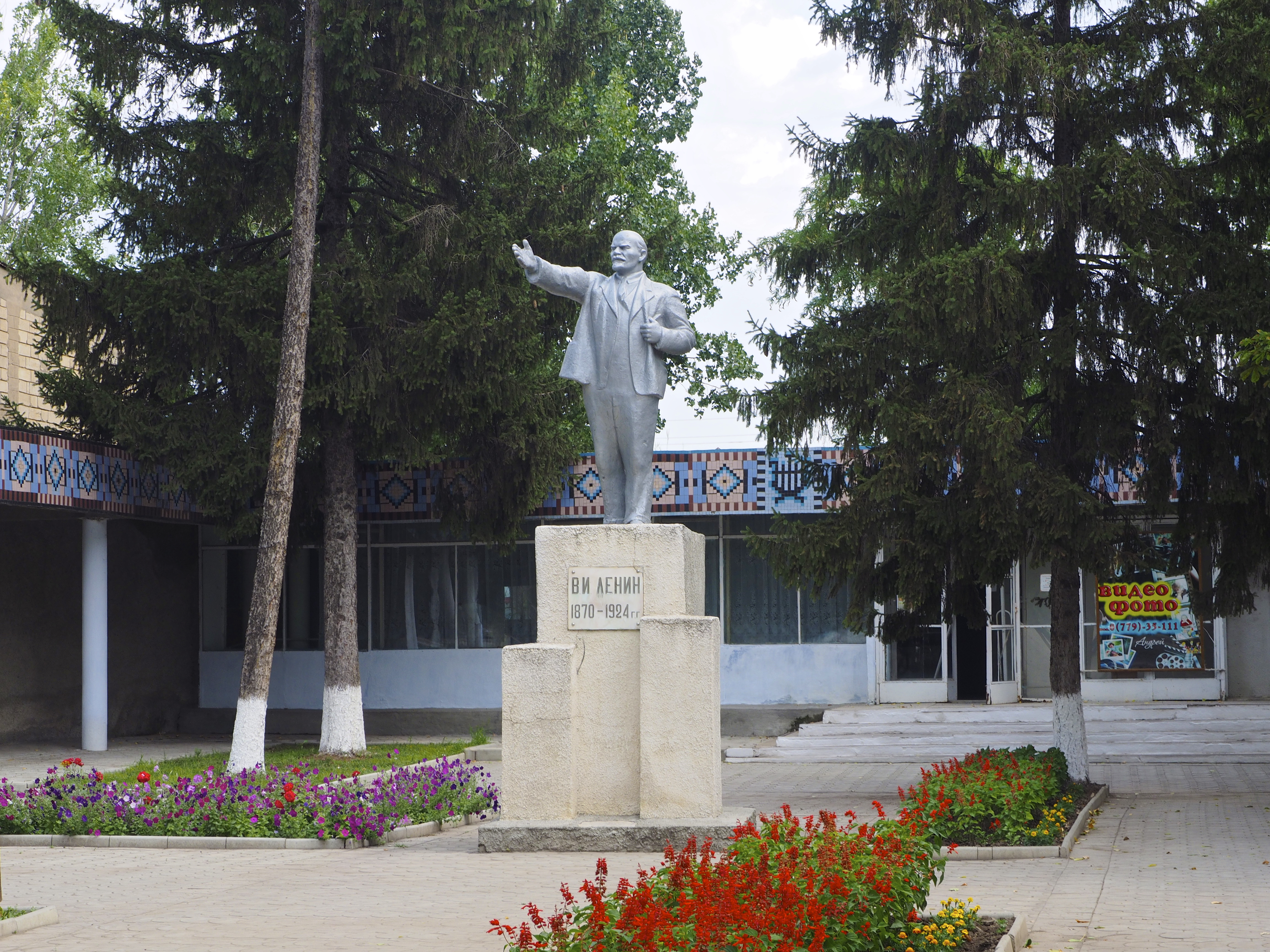
Leninstatue in Grigoriopol

Grigoriopol (russisch Григориополь, ukrainisch Григоріополь Grygoriopol) ist eine Stadt am Ostufer des Dnister in der Republik Moldau beziehungsweise in Transnistrien, 45 km nordwestlich von Tiraspol. Sie hat knapp 10.000 Einwohner und ist Verwaltungshauptstadt des nach ihr benannten Rajons. Seit 2002 hat Grigoriopol offiziellen Stadtstatus.
Auf alten Landkarten des 17. und 18. Jahrhunderts ist der Ort unter dem Namen „Komorul“ verzeichnet. Nach der Vertreibung der Türken und Tataren aus dieser an sich dünn besiedelten Gegend und nach deren Eingliederung in das zaristische Russland wurde der Ort 1792 durch den armenischen Bischof Howsep für armenische Emigranten neu begründet. Die Bevölkerung der lange Zeit ausschließlich von Armeniern bewohnten Stadt setzt sich heute jedoch hauptsächlich aus Moldauern und Russen zusammen. Auch für deutsche Kolonisten war die Stadt einst vorgesehen, nach Problemen des Zusammenlebens mit den Armeniern gründeten diese aber die Glückstaler Kolonien im Gebiet östlich der Stadt. Aus der türkisch-tatarischen Besiedlungsepoche ist unter der Stadt noch ein weitverzweigtes Netz von Gängen und Kanälen erhalten, welches in zwei Ebenen angelegt ist. In den 1970er Jahren geriet man bei Bauarbeiten hinein, verschüttete aber alles wieder. Im Jahr 2018 entdeckte man bei Bauarbeiten einen bis dahin unbekannten Eingang in dieses Gängenetz, um dessen Dokumentation sich nun die Geografische Gesellschaft Transnistriens angenommen hat.

## Rundfunksender Majak
In der Nähe von Grigoriopol wurde in den Jahren 1968 bis 1975, zu sowjetischen Zeiten (Moldawische SSR), die riesige Sendeanlage Маяк Majak („Leuchtturm“) für Kurz- und Mittelwelle errichtet. Ende der 1980er Jahre wurden dort 20 Sender betrieben. 1997 stürzten infolge von Vereisung ein 350 m und ein 250 m hoher Mast der Anlage, die zur Verbreitung von Rundfunkprogrammen im Mittelwellenbereich dienten, ein.
Am 26. April 2022, also während des durch die russische Invasion ausgelösten Krieges im Nachbarland Ukraine, zerstörten zwei Explosionen im Abstand von 25 Minuten die zwei Sendemasten mit den höchsten Sendeleistungen der Anlage, 500 und 1000 kW. Es gab keine Verletzten. Am Vortag waren bereits Explosionen in Tiraspol gemeldet worden. Die zerstörten Masten waren zur Ausstrahlung staatlicher russischer Rundfunkprogramme eingesetzt worden.

## Persönlichkeiten
In Grigoriopol kamen der russische Architekt Wassili Iwanowitsch Jeramischanzew (1875–1958) und der ukrainische Finanzminister Oleksandr Danyljuk (* 1975) zur Welt.